# كارين بال
كارين بال (بالألمانية: Karin Baal )‏ (و. 1940  م) هي ممثلة مسرحية، وممثلة أفلام ألمانية، ولدت في برلين.

## وصلات خارجية
- كارين بال على موقع IMDb (الإنجليزية)
- كارين بال على موقع روتن توميتوز (الإنجليزية)
- كارين بال على موقع مونزينجر (الألمانية)
- كارين بال على موقع ألو سيني (الفرنسية)
- كارين بال على موقع ميوزك برينز (الإنجليزية)
- كارين بال على موقع أول موفي (الإنجليزية)
- كارين بال على موقع قاعدة بيانات الأفلام السويدية (السويدية)
- كارين بال على موقع ديسكوغز (الإنجليزية)
- كارين بال على موقع قاعدة بيانات الفيلم (الإنجليزية)
- كارين بال على موقع كينوبويسك (الروسية)